# Marcala
Marcala est un village du Honduras, situé dans le département de La Paz. 